# Dolina tračanskih vladarjev
Dolina tračanskih vladarjev (bolgarsko Долина на тракийските владетели, latinizirano: Dolina na trakiĭskite vladeteli) je ime, ki ga je uveljavil arheolog Georgi Kitov in opisuje izjemno visoko koncentracijo in raznolikost spomenikov tračanske kulture v Kazanlaški dolini v Bolgariji. Menijo, da je v regiji več kot 1500 grobov, od tega jih je doslej raziskanih le 300.
Kаzanlăška grobnica je bila odkrita leta 1944. Med letoma 1948 in 1954 so proučevali starodavno mesto Sevtopol. Med 1960-timi in 1980-timi so raziskovali nekropolo gomile, ki je pripadala prebivalcem Sevtopola. Tam so našli še dve zidani grobnici. Grobnice Magliž in Kran so odkrili leta 1965. 1960-ta leta so zaznamovale tudi raziskave tračanskih grobnic iz rimske dobe na območju vasi Tulovo in Dabovo, ki jih je opravil prof. L. Getov. V 1970-ih letih prejšnjega stoletja je dr. M. Domaradski raziskoval bivališče in njegovo okoliško nekropolo v regiji Atanasca, vas Taža.
Obdobje med letoma 1992 in 2006 so s krajšimi prekinitvami zaznamovale raziskave višjega znanstvenega sodelavca dr. G. Kitova in odprave TEMR (Thracian Expedition for Mound Research), ki jo je vodil. Kot rezultat njihove dejavnosti je bilo raziskanih več kot 200 gomil, ki predstavljajo pogrebne prakse Tračanov v času železne in rimske dobe v dolini Kazanlak. Med vsemi spomeniki ločimo preko 15 grobov v različni stopnji ohranjenosti, 3 zidane grobove, veliko bogatih pogrebov itd.
V zadnjih letih delo arheologov uspešno poteka z raziskavami grobnic v bližini vasi Dolno Izvorovo in Buzovgrad.

## Sevtopol
Mesto je ležalo na nizki terasi dolvodno od reke Tundža, ki ga je obkrožala na jugu in jugozahodu, medtem ko je mesto na vzhodu obkrožala reka Goliama Varovita, ki je pritok reke Tundža. Sevtopol je bil najden med gradnjo jezu Koprinka (nekdanji jez Georgi Dimitrov), raziskave pa so potekale med letoma 1948 in 1954. Izkopavanja sta vodila prof. D. P. Dimitrov in prof. M. Čičikova.
Mesto zdaj leži na dnu jezera.
Sevtopol ima nepravilno peterokotno obliko in se razprostira na površini 50 hektarjev. Njegovo trdnjavsko obzidje je dolgo 890 metrov s pravokotnimi stolpi in bastijoni, ki so vzdolž njega, predvsem na severozahodu in severovzhodu. Zid je debel 2 metra s temeljem iz lomljenca, nadgradnja pa je bila narejena iz opeke, izravnane z lesenimi tramovi.
Gradnja mesta je potekala enostopenjsko ob ohranjanju načel ortogonalne zasnove (Hipodamov načrt). Vrata so bila na severozahodu in jugozahodu in so predstavljala izhodišče glavnih ulic, ki so se križale pod pravim kotom na trgu (Agora grško άγορά). Druga ulica je bila uporabljena za prehod skozi notranjo stran, vzdolž celotnega zidu trdnjave. Mesto je bilo opremljeno z vodovodom in kanalizacijo, več vodnjakov pa je zadovoljevalo potrebe meščanov po sladki vodi. Agora je zavzela osrednje mesto in po znamenju Sevtopola je bilo tam Dionizijevo svetišče. Okoli Agore so bile vse pomembne družbene stavbe.
Severni del mesta vsebuje citadelo, obdano z neodvisnim trdnjavskim obzidjem, tudi okrepljeno s stolpi. Monumentalen vhod – propileje (grško πρόπυλον) je predstavljal prehod na notranje dvorišče. Na skrajni strani dvorišča je bila reprezentativna stavba, ki je bila prepoznana kot ena izmed kraljevih rezidenc. Imela je široko predsobo, verjetno s stebriščem, za katero je bila velika dvorana, obarvana v tako imenovanem »strukturnem slogu« in bivalni deli. Menijo, da so navadni meščani živeli onkraj trdnjavskega obzidja, kjer so bile tudi delavnice. Posredni dokaz za to so številni artefakti, najdeni med izkopavanji mesta – keramični materiali, različni instrumenti za obdelavo kamna, lesa in kovine.
Pomemben del vsega blaga je bil uvožen – amforna tara, uvožena grška keramika, luksuzno blago, kovanci itd. Najpogostejše so bile znamke z otoka Tasos, sledile so znamke s Sinope, Rodosa in Hiosa. Črnofirniška keramika dokazuje povezanost s primorskimi kraji. Kar zadeva kovance – predstavljali so makedonske vladarje (Filip II., Aleksander III., Kasander, Lizimah itd.) skupaj s posameznimi kovanci iz mest, kot so Mesambrija, Apolonija Pontika, Enos, Lizimahija.
Mestna proizvodnja kovancev je povsem dinastična, torej pripada ustanovitelju mesta Sevtu III. Majhna vrednost kovancev je dokaz, da so služili lokalnemu obtoku kovancev, medtem ko obseg, v katerem so bili ti kovanci uporabljeni, določa ozemlja, ki jih je nadzoroval Sevt III.
Mesto je obstajalo razmeroma kratek čas – od začetka zadnje četrtine 4. stoletja pred našim štetjem do sredine 3. stoletja pred našim štetjem, obstajajo pa tudi dokazi, da je njegov obstoj morda trajal še nekoliko dlje.
Hkrati z raziskovanjem mesta so potekala tudi izkopavanja bližnje koliščarske nekropole na območju Devetih gomil ter delna izkopavanja okoliških ravnih nekropol. Rezultati teh izkopavanj zagotavljajo pomembne dokaze o posebnih značilnostih pogrebnih ritualov Tračanov, zlasti o pogrebnih ritualih prebivalcev Sevtopola.

## Grobnica Sevta III.
Spomenik v gomili Goljama Kosmatka je bil najden jeseni 2004 med rednimi arheološkimi izkopavanji, ki jih je izvedla ekspedicija TEMP pod vodstvom Georgija Kitova.
Sevt III. je bil kralj Odriškega kraljestva Trakije od ok. 331–300 pr. n. št.
Gomilo so kot sveti hrib postavili v prvi polovici 5. stoletja pr. Verjetno v drugi polovici stoletja je bil zgrajen monumentalni tempelj, sestavljen iz reprezentativne fasade in treh prostorov - pravokotnega z dvokapnim pokritjem, okroglega s kupolastim pokritjem in sarkofagu podobne komore, izdelane 60 t granitne kocke.
V začetku 3. stoletja pred našim štetjem so v osrednji komori stavbo spremenili v grobnico za traškega aristokrata. V prvi sobi so žrtvovali konja.
Na fasadi je bil zgrajen 13 m dolg hodnik s kamnitimi zidovi in leseno streho. Ob zaprtju je bil hodnik požgan in napolnjen z nanosi zemlje. 7 m južno od vhoda je glava bronastega kipa - verjetno portret Sevta III.
Izjemno bogat je inventar, ki predstavlja osebne in nagrobne predmete iz zlata, srebra, brona, alabastra, stekla, gline, usnja. Med najdbami so bili posebej zanimivi trije predmeti – bronasta čelada, srebrn vrč in srebrna skodelica, na kateri je mogoče prebrati ime ΣΕΥΘΟΥ /Sevtovo ime/. To dejstvo, najdba treh bronastih kovancev s podobo Sevta III. na začetku hodnika in izredna podobnost bronaste glave s podobami na kovancih tega traškega vladarja so razlogi, da odkritelj G. Kitov naredi domneva, da je to grobnica ustanovitelja Sevtopola.

## Kazanlaška grobnica
Kazanlaško grobnico so 19. aprila 1944 po naključju našli vojaki, ki so kopali okope proti letalom. Grobnica je bila zgrajena na istem nivoju kot okoliški teren in je usmerjena v smeri sever-jug z vhodom na jugu. Sestavljena je iz hodnika, pravokotne predpogrebne sobe in krožne pogrebne sobe.
Shema, konstrukcija, slog in tehnika stenskih poslikav ter predmeti, najdeni v bližini, datirajo Kazanlaško grobnico v prvo polovico 3. stoletja pr. n. št.
Skupni koncept med arhitekturo in stenskimi poslikavami, slikarjev edinstven slog in izdelava so Kazanlaško grobnico spremenili v eno od mojstrovin tračanske umetnosti in antične kulturne dediščine. Leta 1979 je bila grobnica razglašena za spomenik svetovnega pomena in je bila dana pod skrbništvo Unesca.

## Magliška grobnica
Grobnico je poleti 1965 našel in preučil prof. L. Getov. Sestavljena je iz manjšega predprostora, ki ga na obeh straneh obdaja en sam pravokoten prostor, dolgega dvosektorskega hodnika (dromos grško Δρόμος), dveh pravokotnih oddelkov in pogrebne komore.
Pogrebna komora in njen konstruktivno povezan prekat II sta bila zidana iz opeke, ostali prostori pa so bili zgrajeni iz lomljenca različnih dimenzij, ki so bili med seboj povezani z blatno raztopino. Medtem ko je bila strešna konstrukcija hodnika in prekata I. izdelana iz lesenih tramov, sta imela prekat II. in komora nepravi obok, ki je nastal zaradi nagiba notranjih površin zidakov. Na drugi strani pogrebne sobe so ostanki razbite opečne pogrebne postelje. Stene prostorov so bile ometane z glinenim premazom, ki je s časom vsrkal ogromno vlage, kar je posledično povzročilo izginotje večine stenskih poslikav. Na vzhodni steni prostora II. je frizni del, ki ga sestavljajo ritmično izmenjujoče štiri palmete in tri amfore. Na vsaki amfori je videti Nike, boginjo zmage, ki stoji na vozu (»biga« iz latinščine bīga) in galopira v levo. Na trikotnem delu nad vhodom v pogrebno komoro so vidne podobe orožarskih predmetov – tulca z lokom in puščicami, ki ima na zgornjem koncu prosto padajoč plašč.
Grobnica je bila dolgo uporabljena kot družinska grobnica, kar dokazujejo dodatne rekonstrukcije in popravki sheme in dekoracije. Sega v sredino 3. stoletja pr.

## Ostruša
Objekti pod gomilo so bili odkriti leta 1993 in predstavljajo pogrebno-kultni kompleks, razširjen na 100 kvadratnih metrih površine. Sestavljeni so iz šestih prostorov, od katerih je eden prostor v obliki sarkofaga. Pod kompleksom je bilo ritualno nalaganje veliko zdrobljenega keramičnega posodja in arhitekturnih detajlov.
Določena so bila tri različna obdobja uporabe objektov. Prvo obdobje sega v sredino 4. stoletja pr. n. št., ko je bila monolitna komora s pogrebno posteljo in strešnimi poslikavami nameščena nad stereobat ogromnih kamnitih plošč. Slednja je imela kasetno konstrukcijo v treh nivojih. Vse predele so krasile stenske poslikave v modri, rdeči, rumeni in zeleni barvi. Osrednji krog je bil prevlečen z zlato folijo, ostali deli pa so bili poslikani s prizori človeških in živalskih podob ter rastlinskimi in geometričnimi ornamenti.
Kasneje je bilo preostalih 5 prostorov prizidanih k osrednji komori. V tretjem obdobju ob koncu stoletja je bil pred vhodom zgrajen grob v obliki sarkofaga, v njem pa ni bilo pogreba. Verjetno takrat je bila tudi trizna (ostanki spominske mize) pred objekti. Končno je bil kompleks požgan. Napad se je zgodil v 4. stoletju našega štetja in verjetno je bila takrat večina stenskih poslikav uničenih, edina nedotaknjena pa je ostala jugozahodna komora.

## Goljama Arsenalka
Kopa je 2 km jugozahodno od mesta Šipka. Grobnica je bila najdena po predhodnih geofizikalnih raziskavah 31. avgusta 1995 med rednimi arheološkimi izkopavanji pod vodstvom višjega znanstvenega asistenta Georgija Kitova.
Grobnica je sestavljena iz fasade in dveh komor, z vhodom, ki kaže proti jugu. Fasada je zgrajena iz osmih vrst obdelanih granitnih kock. Vhod je bil opremljen z dvokrilnimi kamnitimi vrati.
Prva komora ima pravokotno obliko in je prav tako zgrajena iz granitnih blokov. Tla so bila zgrajena iz stisnjene zemlje, streha pa je dvokapnica.
V osrednji krožni komori se obok začne v drugi vrsti. Zidovi so bili zgrajeni iz 11 vrst blokov. Obok se zaključuje z vodoravnim ključnim kamnom. Tla imajo 28 kamnitih plošč, nanizanih v tri koncentrične fascije okoli okroglega kamnitega bloka. Vhod v dvorano je bil opremljen z dvokrilnimi kamnitimi vrati, ki so bila z notranje strani razrezana.
Proti vhodu in pravokotno nanj je bila zgrajena kamnita postelja.
Grobnica je bila v starih časih napadena. V prvi komori je bil pokopan konj, medtem ko so bile njegove kosti med racijami razporejene. Posamezni arheološki materiali, ki so bili tam najdeni – zlati, bronasti in železni predmeti – uvrščajo pogreb v sredino ali drugo polovico 4. stoletja pr. n. št.

## Sašova gomila
Nasip je 4 km zahodno od mesta Šipka. Gomilo so našli 24. avgusta 1995 so med rednimi arheološkimi izkopavanji.
Sestavljena je iz hodnika in dveh prostorov z vhodom na jugovzhod. Hodnik je bil zgrajen iz rečnega in lomljenca, v dveh gradbenih fazah.
Prvi prostor ima v tlorisu pravokotno obliko. Stene in streha so bili zgrajeni iz dobro obdelanih belega, črnega, rdečega in zelenega apnenca ter granitnih blokov. Streha ima tri nivoje. Tla so bila zgrajena iz stisnjene zemlje.
Osrednja komora je nameščena prečno na osno linijo, ima pravokotno obliko in pokrov polcilindra. Skok se začne po peti vrsti.
Levo od vhoda je bila zgrajena primitivna kamnita postelja. Na njem najdemo ostanke s pogreba moškega, ki je bil izveden s polaganjem trupel. Popis obsega preko 50 predmetov iz zlata, srebra, brona, železa in gline. V severovzhodni polovici dvorane je bil pokopan konj.
Stilizirane podobe bojevnikov so bile globoko vrezane v stranice vhoda v osrednjo dvorano.
Tloris in oblikovanje prostora dokazujeta preplet različnih gradbenih tradicij, arheološko gradivo pa omogoča datacijo komornega pogreba v prvo polovico 2. stoletja pr. n. št.

## Grifonova gomila
Kopa Grifonov (grško γρύφων) je 0,5 km jugovzhodno od mesta Šipka. Grobnica je bila odkrita 18. avgusta 1996 med rednimi arheološkimi izkopavanji. Sestavljen je iz dolgega hodnika in dveh prostorov, ima impozantno fasado in ponaredek, ki je nad vhodom v prvi prostor. Fasada je obrnjena proti jugovzhodu, njeni stranski robovi so skriti z dodatnimi oprijemi hodniških stranic, kar kaže na dve gradbeni dobi. V teh obdobjih je bila odprta, nad fasado je bila lopa ali napa, narejena iz ravnih in zakrivljenih ploščic.
Prva komora je pravokotna z dvokapnim pokritjem, druga pa je okrogla s kupolastim pokritjem. Vhoda v oba prostora sta opremljena z navzven odpirajočimi dvokrilnimi kamnitimi vrati. Tla v obeh prostorih so prekrita z debelim apnenim ometom.
V okrogli komori so na tleh proti stranskim stenam velike plošče. Kamnita obredna postelja je izdelana natančno in na čelni plošči je plastično predstavljen klin. Pred posteljo je valjan kamnit blok s profiliranim obrazom.
Objekt je bil oropan v starih časih. Med izkopavanji so našli dve zlati krogli in nenavadne fragmente iz srebra in brona. Sega v 4. stoletje pred našim štetjem.

## Tempelj Šušmanec
Tempelj v gomili Šušmanec je bil odkrit 28. avgusta 1996. Tempelj je sestavljen iz hodnika, fasade, predsobe in krožne komore. Zgrajena je bila v prejšnji gomili zemlje.
Zidovi hodnika so bili zgrajeni iz rečnega in lomljenega kamenja v skupno dveh gradbenih fazah. Fasado tvorijo perfektno obdelane granitne kocke, poravnane v 10 vrstah. Nekoč je bil tam zatrep, katerega obstoj dokazuje med arheološkimi izkopavanji najden antefiks v obliki polpalmete.
V sami fasadi se z ločnim vrezovanjem notranjih stranic blokov oblikuje lok predprostora. Predprostor ima pravokotno obliko s kamnitim jonsko stiliziranim stebrom v sprednjem osrednjem delu. Med arheološkimi izkopavanji so na tleh prostorov našli kosti šestih živali – štirih konjev in dveh psov, ki naj bi bili žrtvovani med pogrebno slovesnostjo.
Nad vhodom v osrednjo dvorano je vtisnjen zatrep s palmetastim akroterijem in dvema antefiksoma na zaključkih. Na notranji strani sta bila nekoč dvoja kamnita vrata, ki so jih krasili vdrti stilizirani solarni diski, pobarvani z rdečo barvo.
Pogrebna komora je okrogle oblike in obokanega pokrova. Njegova vsa površina je bila prekrita z belim ometom. V središču, pod sklepnikom, je lep steber v dorskem slogu. Stene so razdeljene na tri vodoravne grede. Prvi je razdeljen na več polj sedmih dorskih polstebrov.
V severnem delu dvorane je bila nekoč kamnita postelja. Na podlagi zgolj arhitekturnih značilnosti prostora in zaradi pomanjkanja natančnega datacijskega arheološkega gradiva je težko natančno datirati. Grobnica sega v 4. stoletje pr.

## Gomila Svetica
V gomili so 19. avgusta 2004 odkrili zidan grob, v katerem je bil pogreb predstavnika tračanske aristokracije iz druge polovice 5. stoletja pr. n. št.
Nekatere kosti okostja so v grobnici našli v anatomskem redu, druge pa so manjkale, zaradi česar raziskovalci domnevajo, da je bil pokopani Orfejev privrženec. Truplo je bilo položeno s popolno oborožitvijo – bimetalnim naprsnikom, dvema mečema, konicami za sulice in puščicami. Kot pogrebni dar so imeli srebrno skodelico, bronasto hidrijo, dve, verjetno izdelani v Atenah, posode z rdečimi figurami, dve glineni amfori.
Nedvomno najbolj impozanten kos pogrebne opreme je zlata maska, ki so jo položili na obraz pokojnika. Izdelana je bila iz trdne 673-g zlate plošče z individualnimi značilnostmi - gosti lasje, brada in brki, napol zaprte oči. To je ena najzgodnejših in najbogatejših grobnic, odkritih v Dolini.